# Eleazar ben Judah di Bartota
Eleazar ben Judah di Bartota (o Eliezer, Lazar o Elazar; invece di Bartota: Biria, Birta, Birtota, o Bartuta; o in breve: Eliezer ben Judah o Eleazar di Bartota;ebraico: אלעזר בן יהודה איש ברתותא) (Israele, II secolo – ...) era un saggio ebreo, rabbino Tanna della 3ª generazione (110 - 135 e.v.),.
Discepolo di Rabbi Joshua ben Hananiah e contemporaneo di Rabbi Akiva ben Joseph, col quale discusse spesso le dichiarazioni fatte a nome di Rabbi Joshua, dopodiché dava la sua versione di tali dichiarazioni. È registrato solo poche volte sulla Mishnah e sul Talmud, e nella metà di esse fornisce opinioni da parte del suo maestro rabbino.. Il suo studente Gamaliel II parlava a suo nome, come anche Shimon bar Yochai, che era anche lui suo discepolo e offriva dichiarazioni a suo nome.